# 가조역
가조역(일본어: 加須駅)은 일본 사이타마현 가조시에 있는 역이다. 역 번호는 TI 05이다.

## 역사
- 1902년 9월 6일: 영업 개시.
- 1985년 11월 22일: 교상역과 역 빌딩이 완성.
- 2012년 3월 17일: 역번호(TI 05) 도입.
- 2013년 3월 25일: 발차 멜로디 도입.

## 승강장
혼합식 승강장 2면 3선의 지상역으로 교상 역사를 가진다.
1번 선 승강장에는 가조 시의 명산품이 전시된 쇼 윈도가 있다.
2번 선 승강장은 상하 발착 가능한 대피선에서 하행 보통 열차로 특급의 통과 대기를 하는 열차가 사용한다. 다이아가 혼잡할 경우나 시운전 열차는 반환점으로 사용하는 경우가 있다.
2008년 6월 27일 LED식 발차표, 2010년 3월 24일에 다기능 화장실 및 엘리베이터가 설치되었다.

### 타는 곳
| 번호 | 노선        | 방향 | 행선                                                                                  |
| ---- | ----------- | ---- | ------------------------------------------------------------------------------------- |
| 1    | 이세사키 선 | 상행 | 구키・도부 도부쓰코엔・ 도부 스카이트리 라인 기타센주・도쿄 스카이트리・아사쿠사 방면 |
| 2・3 | 이세사키 선 | 하행 | 다테바야시・아시카가시・오타・ 기류 선 아카기 방면                                    |

## 역 주변
- 택시 승강장(북문만)
- 가조 시 시민 종합 회관 시민 플라자
  - 가조 시립 가조 도서관
- 가조 보건소
- 가조 도에이 우체국
- 가조 시청
- 가조 우체국
- 가조 시 문화・학습 센터
- 가조 시민 운동 공원
- 가조 시 상공회관
- 사이타마 현 경찰 가조 경찰서
- 가조 지구 소방 조합 소방 본부
- 지카타 신사
- 사이타마 현립 후도오카 고등 학교 - 도보 15 ~ 20분 정도

## 인접역
| 도부 철도 이세사키 선               | 도부 철도 이세사키 선          | 도부 철도 이세사키 선          |
| ----------------------------------- | ------------------------------ | ------------------------------ |
| TI 04 하나사키 도부 도부쓰코엔 방면 | ■ 구간 급행 ■ 구간 준급 ■ 보통 | 미나미하뉴 TI 06 이세사키 방면 |